# 巴登韦勒
巴登韦勒是德国巴登-符腾堡州的一个市镇，離法國邊界約十公里。总面积13.02平方公里，总人口3971人，其中男性1892人，女性2079人（2011年12月31日），人口密度305人/平方公里。